# Klaus Brakelmann
Klaus Brakelmann (* 10. Oktober 1948 in Lünen) ist ein ehemaliger deutscher Fußballspieler. Für Borussia Dortmund absolvierte der Mittelfeldspieler von 1967 bis 1971 in der Fußball-Bundesliga 49 Ligaspiele.

## Karriere
Der Jugendspieler vom SV Preußen Horstmar 07 debütierte am 14. Februar 1967 in der Jugendnationalmannschaft des DFB. Die DFB-Jugend verlor in Mönchengladbach das Länderspiel gegen England mit 0:1 Toren. Brakelmann spielte auf Halblinks an der Seite von Linksaußen Roland Weidle. Nach den zwei erfolgreichen Qualifikationsspielen im März gegen die Niederlande gehörte er dem DFB-Kader an, der im Mai in der Türkei am UEFA-Juniorenturnier teilnahm. Durch die Auftaktniederlage mit 0:1 gegen Frankreich schieden die DFB-Talente trotz der folgenden zwei Gruppensiege gegen Österreich (2:1) und Ungarn (3:1) aus. In den beiden letzteren Spielen erzielte er jeweils ein Tor. Insgesamt hatte das Talent von Preußen Horstmar sieben Jugendländerspiele im ersten Halbjahr 1967 absolviert. Zur Saison 1967/68 wechselte er von SV Preußen Horstmar 07 zu Borussia Dortmund in die Bundesliga. Sein Debüt gab er am 28. Spieltag der Saison 1967/68 bei der 2:0-Auswärtsniederlage gegen Eintracht Braunschweig. Trainer Heinz Murach hatte ihn in der Offensive an die Seite von Gerhard Cyliax, Sigfried Held, Willi Neuberger und Lothar Emmerich gestellt. In seiner zweiten Bundesligasaison, 1968/69, steigerte er seine Einsätze auf 28 Spiele und der BVB hielt knapp mit dem 16. Rang die Klasse. Drei Trainer hatte Brakelmann in dieser Saison in Dortmund erlebt: Oswald Pfau (bis 16. Dezember 1968); Helmut Schneider (17. Dezember 1968 bis 17. März 1969) und Hermann Lindemann ab dem 21. März 1969.
Er spielte vier Jahre mit den BVB in der Bundesliga. Sein letztes Bundesligaspiel absolvierte Brakelmann am 24. Oktober 1970 bei der 0:3-Auswärtsniederlage auf dem Bieberer Berg gegen Kickers Offenbach. Er wurde von Trainer Horst Witzler in der 34. Minute für Neuberger eingewechselt und bildete zusammen mit Jürgen Rynio (Torhüter) sowie Ferdinand Heidkamp, Branko Rašović und Hans-Joachim Andree die Abwehr.
Brakelmann kehrte 1971 wieder zu Preußen Horstmar zurück, den er als Spielertrainer 1973 in die Landesliga Westfalen führte. Weitere Spielerstationen waren noch beim Lüner SV, Teutonia Lanstrop und dem VfL Hörde, ehe er bei TuS Niederaden über zwölf Jahre das Traineramt ausübte. 2002 wurde er Trainer der A-Jugend des SV Preußen 07 Fußball Lünen, der aus dem SV Preußen 07 Horstmar hervorging. In der Saison 2007/08 trainierte er bis zur Winterpause die A-Jugend des Lüner SV.